# キリスト教における独身制
本項目では、キリスト教における独身制（どくしんせい、英語: Clerical celibacy）について、主に教役者・修道士の独身について記述する。
このことは2002年に明るみに出たカトリック教会の性的虐待事件から多くの議論を招いている。

## キリスト教
使徒パウロは第一コリント7章で独身について教えている。
一部にはグノーシス主義の影響を見る説もあるが、独身を守る人々を含む教派はそのような見解をとらない。

### 正教会
正教会においては、修道士・修道女・修道司祭には独身が求められるが、在俗司祭は妻帯していることがほとんどである。また主教は修道士から選ばれるため、必然的に独身者である。ただし妻帯司祭が妻との同意の下で修道院に入り修道司祭となり、その後主教となるケースがある。
現代において、キリスト教は婚姻を忌避し、男女の婚姻による結合は「肉欲という病への寛大さ」によってのみ許されているという見解があるが、正教会の考え方ではこれは誤っているとしている。神学者・作曲家でありロシア正教会の渉外局長である府主教イラリオン・アルフェエフは、4世紀のパタラの聖メフォディが婚姻および男女の性関係の結果としての出産に神学的根拠を与えている著作を遺している事を根拠としつつ、夫婦関係を「神の姿に似せて行う」創造行為と捉えるべきであるとしている。聖師父の殆どが修道士であったのであまり婚姻についての問題に関心が持たれていなかったが、キリスト教は肉欲主義や快楽主義を非難するものの（ローマの信徒への手紙1章26節 - 27節、コリントの信徒への手紙一6章9節など）、結婚した男女の性的関係は祝福しているとされる。
従って、正教会において独身を守っている修道生活は、婚姻や性的関係を罪や病などとみなす考えから行われていることではない。
修道の本来の意味はハリストス（キリスト）の生活に倣う事であるが、ハリストスは妻帯せず、姻戚に縛られず、頭上に屋根を持たず、さすらい、極貧のうちに、断食し、祈りに明け暮れた。修道もこの理想像に極力近付く事が求められる。
修道士に求められる服従、無欲、童貞の三つに要約される誓いのうち、童貞が意味するものは独身と同義ではない。肉体的満足の抑制は結婚生活においても必要だからである。孤独は不完全であり、修道士にとっても独身は自然な生活を超える状態である。普通の人の場合は結婚し伴侶を得る事で孤独が克服されるが、修道生活では「伴侶」が神であるとされる。このようにして修道士は全身全霊をあげて神を志向し、自分の思いと行いを見直そうと努めるとされる。

### カトリック教会
1139年の第2ラテラン公会議で定められた。イエス・キリストの教え（マタイ19:10-12）、パウロによる第一コリント7章を根拠にする。

### プロテスタント
マルティン・ルターは独身制を否定し、元修道女のカタリナ・ルターと結婚した。
ジャン・カルヴァンは『キリスト教綱要』で、結婚を禁じる者は「悪霊の偽善」（第一テモテ4:1-3）、「うそつきどもの偽善」によるとパウロが教えている箇所を引用し、独身制を否定している。カルヴァンは独身の賜物はごく限られた少数に与えられた賜物であり、不貞潔に対抗する唯一の救済手段は結婚であるとしている。